# Plomb
Plomb is een plaats en voormalige gemeente in het Franse departement Manche (regio Normandië) en telt 370 inwoners (2004). De plaats maakt deel uit van het arrondissement Avranches. Plomb is op 1 januari 2016 gefuseerd met de gemeenten Braffais en Sainte-Pience tot de gemeente Le Parc.

## Geografie
De oppervlakte van Plomb bedraagt 8,1 km², de bevolkingsdichtheid is 45,7 inwoners per km².
De onderstaande kaart toont de ligging van Plomb met de belangrijkste infrastructuur en aangrenzende gemeenten.

## Demografie
Onderstaande figuur toont het verloop van het inwonertal (bron: INSEE-tellingen).